# Comité de Seguridad Supremo

Escudo del Ministerio de Asuntos Internos de Libia

El Comité de Seguridad Supremo (CSS) fue un órgano transitorio creado en Libia en octubre de 2011 en el contexto de posguerra tras la caída y ejecución del líder libio Muammar el Gadafi. Sus principales objetivos eran los de garantizar la seguridad e incorporar a los milicianos que habían tomado las armas durante la revolución dentro del aparato del Estado. Como tal, era directamente dependiente del Ministerio de Asuntos Internos. 
El Comité estuvo siempre sometido a tensiones políticas. Así, el ministro de Interior Ashour Shuwail, policía de carrera, trató de reducir el control de las fuerzas islamistas dentro del órgano. Sin embargo, el Viceministro Omar al-Khadrawi, próximo a la Hermandad Musulmana, trató de potenciarlos.
Si bien tenía ámbito nacional, era en Trípoli donde mayor era su área de influencia. Dicha rama local estaba dirigida por Hashim Bishr. Se componía principalmente de jóvenes y tenía un carácter de vigilancia vecinal. También incluyó batallones de la antigua Guardia del Pueblo de Gadafi.
El principal motivo por el que el CSS fracasó fue que los miembros que la componían siguieron siendo leales a sus antiguas khatibas (brigadas) y no al Estado. Así, el propio Bishr oficializó su milicia, el Batallón de los Revolucionarios de Trípoli, convirtiéndola en la llamada Fuerza Primera (Quwat al-Nukhba). La brigada Nawasi de Raouf Kara fue transformada en las Fuerzas Especiales de Disuasión (Quwat al-Rada’ al-Khassa). Las milicias de Salah al-Burki y Abd al-Ghani al-Kikli, dos de las más grandes de la capital y radicadas en el distrito de Abu Salim, también se unieron de forma íntegra.
En 2012 comenzó el proceso de disolución del CSS, pues desde el primer momento se había diseñado con un carácter temporal y excepcional. Algunos de sus miembros se integraron a la policía, mientras que otros simplemente volvieron a la vida civil. Ante el gran número de unidades que se negaron a disolverse, se diseñaron dos nuevas organizaciones para tratar de controlarlas: la Fuerza de Intervención Rápida (Quwat  al-Tadakhul  al-Sari’; bajo el control del Ministerio del Interior),  y la Fuerza Conjunta de Intervención y Disuasión (Quwat al-Rada’ wal-Tadakhul al-Mushtaraka; bajo el control del Jefe del Estado del Ejército). Las milicias mencionadas anteriormente, no obstante, sobrevivieron al proceso de división.